# Dicolpus eurypterus
Dicolpus eurypterus is een insect uit de familie van de vlinderhaften (Ascalaphidae), die tot de orde netvleugeligen (Neuroptera) behoort. 
Dicolpus eurypterus is voor het eerst wetenschappelijk beschreven door Gerstäcker in 1885.